# Hraniční buk (Libná)
Hraniční buk je památný strom – buk lesní rostoucí v lese v hraničním pásmu mezi obcemi Libná a Adršpach (ZSJ Horní Adršpach) u hraničního kamene 242/8. Tento hraniční strom je chráněn od roku 2001 pro svůj vzrůst. Nachází se v okrese Náchod v Královéhradeckém kraji.
- číslo seznamu: 605045.1/1
- obvod kmene 260 cm
- výška: 22 m
- věk: 120 let

Údaje platné k roku 2020.